# 王文矩
王文矩，又作王文炬，渤海国官员，王氏。
王文矩历任政堂省左允、永宁县丞。渤海宣王建兴三年（唐穆宗長慶元年、日本弘仁十二年、821年）冬，奉宣王大仁秀之命出使日本。十二月入平安京。建兴四年正月，觐见嵯峨天皇。因他善击球，嵯峨天皇作诗记其事。二月，天皇授任他为正三位。携天皇回复的国书返回。建兴九年（唐文宗大和元年、日本天長四年、827年）冬，再次出使日本，同行百余人。十二月登陆，留在于但马。日本、渤海原约定十二年一聘，因聘期未到，未获允入京。大彝震咸和十八年（唐宣宗大中二年、日本嘉祥元年、848年）冬，第三次出使日本，同行百人，中途被劫掠。十二月，至能登登陆。咸和十九年三月，进上所带国书。四月入平安京，仁明天皇授任他为从二位。王文矩善辞令，有仪容，获得仁明天皇厚待，优礼在诸使之首。同年夏，携带仁明天皇国书及大政官复中台省牒文返国。